# Divodurum Mediomatricorum

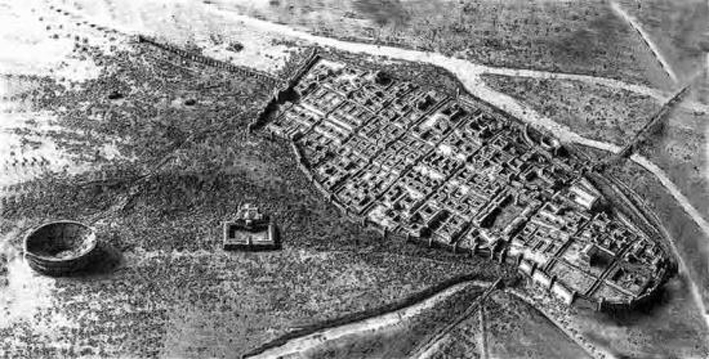
Plastico della città

Divodurum Mediomatricorum è una città gallo-romana, corrispondente all'odierna Metz, oppidum dei Mediomatrici.

## Geografia
La città era situata alla confluenza del fiume Seille nella Mosella, sull'attuale collina di Sainte-Croix ("Santa Croce").

## Etimologia
Il centro è citato dallo storico latino Tacito. La Tavola Peutingeriana (II-III secolo) la indica come Divodurum Mediomatricorum. Lo storico Ammiano Marcellino, nel IV secolo la chiama invece col solo nome della popolazione (Mediomatrici o Civitas Mediomatricorum), da cui deriva il nome moderno della città.
Il nome Divodurum era derivato a sua volta dall'unione dei termini celtici divo (divinità) e duro (mercato).

## Città antica
Il cardine massimo era costituito dalla via Scarponensis, che proveniva dalla vicina Scarpona (Dieulouard) e si dirigeva verso Augusta Treverorum (Treviri). La via entrava in città da una porta sul luogo dell'attuale porta Serpenoise e il suo tracciato è ripercorso dalle attuali vie "des Trinitaires", "Taison", "Serpenoise", avenue Robert Schumann, avenue del Géneral Leclerc e "di Verdun". Il percorso del decumano è ripreso dalla odierna "Fournirue".
Sono conservati resti delle mura di cinta e delle porte cittadine, gli archi dell'acquedotto di Gorze. È nota la posizione della piazza del Foro sulla quale prospettava un tempio e dotata di una basilica civile. Sono conosciuti inoltre quattro impianti termali (terme del Nord, terme del quartiere Saint-Jacques, terme del Pré aux Clercs e Piccole terme), un anfiteatro grande e uno più piccolo, utilizzato anche per spettacoli teatrali.
Nella città erano presenti i culti orientali: un altare dedicato a Cibele venne rinvenuto durante i lavori per la costruzione di un parcheggio sotterraneo ed oggi è conservato nei Musei della "Cour d'or".